# Axel Swensson
Axel Adam Swensson, född 24 december 1837 i Katarina församling, Stockholm, död 20 juli 1914 i Oscars församling, Stockholm, var en svensk valthornist. Han var far till Eva Nyblom.
Swensson blev valthornist i Kungliga Hovkapellet i Stockholm 1858 och var musikdirektör vid Värmlands regemente 1876–1900. Han är begravd på Norra begravningsplatsen utanför Stockholm.